# Перельман, Натан Ефимович
Ната́н Ефи́мович Перельма́н (19 июля [1 августа] 1906, Житомир, Волынская губерния, Российская империя — 18 февраля 2002, Санкт-Петербург, Россия) — советский, российский пианист и педагог еврейского происхождения.

## Биография
Учился в Киеве у Ф. М. Блуменфельда (1921-22), Г. Г. Нейгауза (1921-24) и в Петрограде — Ленинграде у Л. В. Николаева (1925-30). Вел концертную деятельность в течение почти 70-ти лет с 1927 по 1996, один из первых советских музыкантов, гастролировавших за рубежом. Более 60-ти лет, с 1937 по 2002 гг. преподавал в Ленинградской — Санкт-Петербургской консерватории, профессор (с 1957).
Автор концертных транскрипций для фортепиано: хор М. П. Мусоргского «Расходилась-разгулялась» (1932), «Полёт шмеля» Н. А. Римского-Корсакова (1932), вальс из оперы «Война и мир» Прокофьева (1957).
На ленинградском телевидении вёл цикл передач «Беседы у рояля». Автор знаменитой книжки афоризмов «В классе рояля». Перельману посвящено стихотворение Александра Кушнера «Позвонить ему, сказать, что значит…» (Знамя. 1998. № 9).
В Санкт-Петербурге долгое время жил по адресу ул. Чайковского, д. 63.
Похоронен на Преображенском еврейском кладбище.
«Ничто так не отдаляет от совершенства, как приблизительность» из «В классе рояля».